# Кодзоков, Сосруко Каральбиевич
Сосруко Каральбиевич Кодзоков (род. 17 ноября 1993) — российский и бразильский борец греко-римского стиля, чемпион и призёр чемпионатов России, чемпион Европы среди юниоров, призёр Кубка мира в командном зачёте, Чемпион панамериканского континента 2024. https://kbrria.ru/sport/SosrukoKodzokovpobedilvsekhamerikantsev мастер спорта России международного класса (2013). Выступает в полутяжёлой весовой категории (до 85 кг). Представляет спортивную школу олимпийского резерва № 64 (Москва). Тренируется под руководством А. Х. Карданова и С. В. Шевырева. Член сборной команды страны с 2017 года по 2022 годы. С 2023 года выступает за Бразилию.

## Спортивные результаты
- Первенство России среди юниоров 2011 — ;
- Первенство Европы среди юниоров 2012 — ;
- Чемпионат России по греко-римской борьбе 2014 — ;
- Гран-при Ивана Поддубного 2016 — ;
- Межконтинентальный кубок Алроса 2016 — ;
- Чемпионат России по греко-римской борьбе 2016 — ;
- Чемпионат России по греко-римской борьбе 2017 — ;
- Чемпионат России по греко-римской борьбе 2019 — ;
- Чемпионат России по греко-римской борьбе 2022 — ;